# Monty Python

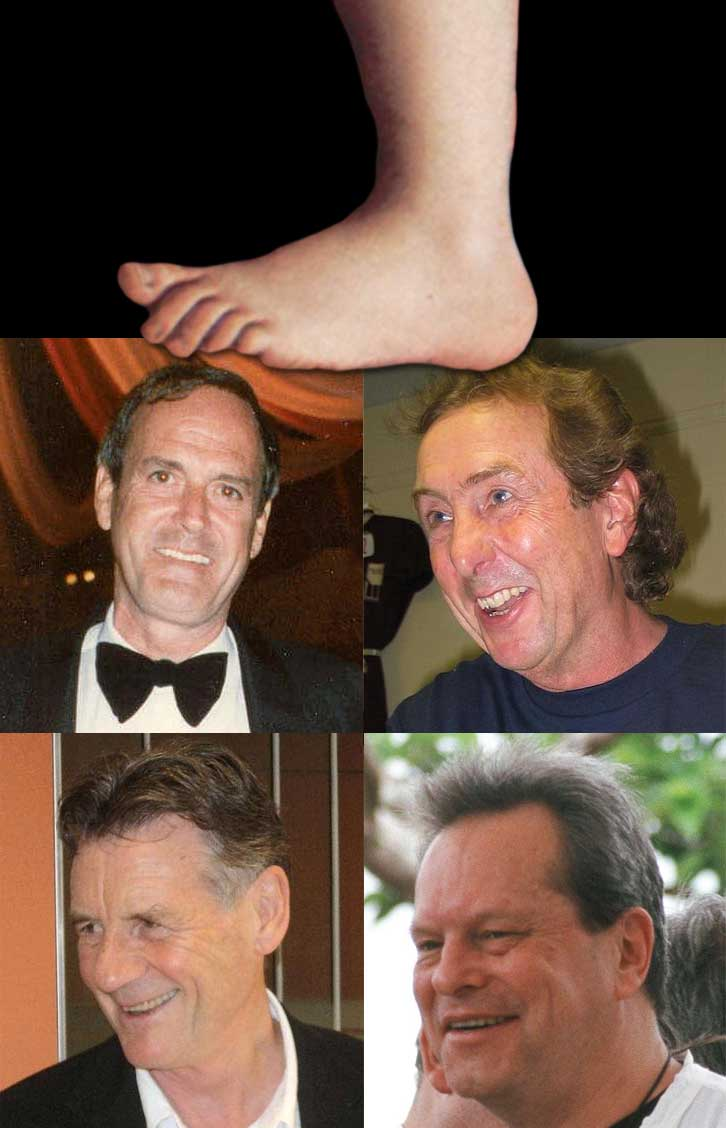
Vier van de zes leden van Monty Python. Met de klok mee vanaf linksboven: John Cleese, Eric Idle, Terry Gilliam en Michael Palin. Bovenaan de voet van Bronzino's Venus, Cupido, Zotheid en Tijd, het beeldmerk van Monty Python's Flying Circus

Monty Python is een Britse komediegroep, die vijf films, vele albums, vier computerspellen, verscheidene boeken, vier tv-seizoenen met 45 afleveringen en diverse andere merchandising op haar naam heeft staan. De groep staat bekend om het (succesvol) doorbreken van de toen conventionele komedieregels.
De groep bestaat uit de leden:
- Graham Chapman (1941-1989)
- John Cleese (1939)
- Terry Gilliam (1940)
- Eric Idle (1943)
- Terry Jones (1942-2020)
- Michael Palin (1943)

## Geschiedenis
Michael Palin en Terry Jones ontmoetten elkaar op Oxford terwijl John Cleese, Graham Chapman en Eric Idle elkaar leerden kennen op Cambridge (al zat Idle een jaar lager dan Cleese en Chapman). John Cleese en Graham Chapman hadden samen met Marty Feldman, Tim Brooke-Taylor en Aimi MacDonald in 1967 een sketchesprogramma, getiteld At Last the 1948 Show, dat gezien wordt als een stukje pre-Python geschiedenis. Ook Terry Jones, Eric Idle, Michael Palin, Terry Gilliam (die voor de laatste afleveringen de animaties maakte), Denise Coffey en David Jason hadden al een programma in 1968: Do Not Adjust Your Set. John Cleese en Graham Chapman hoorden van Michael Palin en vroegen hem in hun show, How to Irritate People.
Toen John Cleese en Graham Chapman een show aangeboden kregen bij de BBC, vroeg Cleese aan Palin of hij mee wilde doen, en Palin stemde toe, waarbij hij een deel van de leden van "Do Not Adjust Your Set" met zich mee bracht. Dit leidde in 1969 tot Monty Python's Flying Circus. Die titel lag echter niet voor de hand. De BBC had in noodtoestand de naam van Barry Took, die diverse dingen in komedie deed, vastgeplakt aan de titel waar de Pythons half tevreden mee waren: Barry Took's Flying Circus. Ze vonden Flying Circus wel goed klinken maar wilden er een alternatieve naam bij hebben. Na veel overleg besloten ze zich Monty Python te noemen. Het beroemde marsthema van Flying Circus is The Liberty Bell van de Amerikaanse componist John Sousa. Het thema werd gekozen door Terry Gilliam omdat het niets te maken had met de inhoud en vrij van rechten was.
De tv-reeks Monty Python's Flying Circus werd uitgezonden door de BBC van 1969 tot 1974, en alle leden van Monty Python schreven eraan mee en acteerden. Het was een show met losse sketches en animaties, maar met een vernieuwende aanpak en stijl.
Na 1974 deed Monty Python nog theatershows, maar zeer bekend zijn vooral hun films, zoals Monty Python and the Holy Grail en Monty Python's Life of Brian.
George Harrison, die fan van Monty Python was, financierde een van die films (Life of Brian) en trad daarin ook op. Ook was hij de producer tijdens de opnames van een aantal Python-liedjes, waaronder de Lumberjack Song.

### Einde?
Hun laatste film, The Meaning of Life, was het laatste project waar de volledige Pythonbezetting aan meegewerkt heeft: Graham Chapman overleed op 4 oktober 1989 op 48-jarige leeftijd aan keel- en ruggengraatkanker. Als eerbetoon gaven de Pythons, maar vooral Cleese, een herdenkingsdienst vol met de humor van Monty Python. Het overlijden van Chapman heeft ertoe geleid dat een reünie er niet meer zo in zit als daarvoor, maar toch komt de ploeg van tijd tot tijd nog bij elkaar:
The Wind in the WillowsEen film uit 1996 geregisseerd door Terry Jones, met Terry Jones en Eric Idle in de hoofdrol en met bijrollen van John Cleese en Michael Palin. Terry Gilliam zou ook een rol spelen maar kon uiteindelijk wegens gebrek aan tijd niet meedoen.
Live at AspenIn 1998 kwamen de zes Pythons bij elkaar (inclusief een urn als Chapman) om hun werk opnieuw te bekijken en een prijs in ontvangst te nemen.
Python NightOm te vieren dat Python 30 jaar bestond, kwamen alle nog levende Pythons (exclusief Eric Idle, die weigerde mee te werken) bij elkaar om nieuwe sketches op te nemen en diverse documentaires.
2014Op 19 november 2013 werd een reünie-optreden aangekondigd, dat plaatsvond in de O2 Arena op 1 juli 2014. Omdat de show in 43 seconden was uitverkocht werden vier shows toegevoegd. De show van 20 juli 2014 werd live vertoond in diverse bioscopen op diverse continenten.
Naast films en series kwamen alle overlevende Pythons in 2005 samen op de première van Spamalot, de musical gebaseerd op Monty Python and the Holy Grail.

## Kenmerken
De regels van komedie in 1969 kwamen op de Pythons over als een flauw cliché. Zij probeerden verscheidene regels overboord te gooien, zoals de verplichting om bij elke sketch een clou te hebben. De Pythons vonden dat men vaak een prachtige sketch zag maar dat die soms geforceerd werd om naar een clou toe te werken. Voorbeelden hiervan zijn:
- Halverwege een sketch zegt Cleese tegen Idle en Palin: "Dit is de mafste sketch waar ik ooit in zat", waarna ze besluiten te stoppen en gewoon van de set afstappen.
- In een andere sketch zegt Chapman tegen een BBC-ambtenaar (gespeeld door Cleese) dat hij de clou niet weet. Cleese leest de clou voor zichzelf, lacht en zegt: "Dat is heel goed, tja. Laat maar."
- Een komisch gewicht van 16 ton valt op een speler om een einde te maken aan de sketch.
- Cleese kondigt aan: "en nu iets geheel anders" ("and now for something completely different").

De verschillende sketches werden dikwijls aan elkaar gekoppeld via de associatieve animaties van Terry Gilliam. Een andere techniek was de verschillende sketches door elkaar te laten lopen.
Ze brachten absurditeit in hun shows door bijvoorbeeld de aftiteling halfweg al te laten lopen, en door te spreken tegen de camera (het breken van de vierde wand).
Dikwijls speelden ze zelf de vrouwenrollen, wat voor een extra komisch effect zorgde. In de speelfilm Monty Python's Life of Brian speelden ze zelfs vrouwen die op hun beurt weer voor man speelden in een sketch over een steniging waar volgens de wet geen vrouwen bij mogen zijn.

## Werk

### Filmografie
- And Now for Something Completely Different (1971)
- Monty Python and the Holy Grail (1975)
- Monty Python's Life of Brian (1979)
- Monty Python Live at the Hollywood Bowl (1982)
- Monty Python's The Meaning of Life (1983)

### Discografie
- Monty Python's Flying Circus (1970)
- Another Monty Python Record (1971)
- Monty Python's Previous Record (1972)
- Matching Tie and Handkerchief (1973)
- Monty Python Live at the Theatre Royal, Drury Lane (1974)
- The Album of the Soundtrack of the Trailer of the Film of Monty Python and the Holy Grail (1975)
- The Worst of Monty Python (1976)
- Monty Python Live at City Center (1976)
- The Monty Python Instant Record Collection (Britse versie, 1977)
- Monty Python's Life of Brian (1979)
- The Warner Brother Music Show: Monty Python examines "The Life of Brian" (1979)
- Monty Python's Contractual Obligation Album (1980)
- The Monty Python Instant Record Collection (Amerikaanse versie, 1980)
- Monty Python's The Meaning of Life (1983)
- Monty Python's The Final Ripoff (1988)
- Monty Python Sings (1989)
- The Ultimate Monty Python Rip Off (1994)
- The Instant Monty Python CD Collection (1994)
- Lust for Glory (1995)
- Monty Python's Unreleased Album
- Monty Python's Not the Messiah, He's a Very Naughty Boy (2007)

### NPO Radio 2 Top 2000
| Nummer met noteringen in de NPO Radio 2 Top 2000 | '99 | '00 | '01  | '02 | '03 | '04 | '05  | '06  | '07  | '08  | '09  | '10  | '11  | '12 | '13 | '14  | '15  | '16  | '17  |
| ------------------------------------------------ | --- | --- | ---- | --- | --- | --- | ---- | ---- | ---- | ---- | ---- | ---- | ---- | --- | --- | ---- | ---- | ---- | ---- |
| Always Look on the Bright Side of Life           | 299 | -   | 1221 | 856 | 986 | 916 | 1183 | 1182 | 1589 | 1181 | 1219 | 1576 | 1184 | 956 | 820 | 1155 | 1185 | 1319 | 1440 |

1. ↑  Een '-' betekent dat het nummer niet was genoteerd en een vetgedrukt getal geeft de hoogste notering aan.
2. ↑  Deze tabel is bijgewerkt tot en met de meest recente editie (2024).

### Dvd's
| Dvd's met hitnoteringen in de Nederlandse Music Top 30 | Datum van verschijnen | Datum van binnenkomst | Hoogste positie | Aantal weken | Opmerkingen |
| ------------------------------------------------------ | --------------------- | --------------------- | --------------- | ------------ | ----------- |
| Live (mostly) - One down five to go                    | 2014                  | 22-11-2014            | 4               | 33           |             |

## Trivia
- De programmeertaal Python heeft zijn naam te danken aan Monty Python.[2]
- In 1999 is een Monty Python-bier op de markt gebracht: Monty Python's Holy Grail, met de letters 'Gr' doorgestreept.
- John Desmond Lewis veranderde zijn naam voor de tussentijdse verkiezing voor het Lagerhuis in 1981. Deze naam, Tarquin Fin-tim-lin-bin-whin-bim-lim-bus-stop-F'tang-F'tang-Olé-Biscuitbarrel, kwam uit de Monty Python-sketch Election Night Special.
- Het begrip spam komt van Monty Python; in een sketch wordt de naam spam - Spice Ham, een merk vlees in blik dat in Angelsaksische landen heel bekend is - zeer vaak herhaald. In het restaurant waar de sketch zich afspeelt zit er Spam in alles wat op de menukaart staat. Ook ongewenst moet je het dus eten. Het huidige begrip van ongewenste reclame of berichten is daar van afgeleid.
- In december 2022 werd bekend dat uit onderzoek blijkt dat de "silly walk"(rare loopjes) een goede training zijn.[3]
- In 2016 is in Eindhoven een tunnel geopend met schilderingen uit de serie.[4]
- In Spijkenisse zijn in 2018 naar Zweeds voorbeeld verkeersborden opgehangen waar op de silly walk te zien is bij een zebrapad.[5]